# Obernzell
Obernzell is een plaats, gemeente en Markt in de Duitse deelstaat Beieren, en maakt deel uit van het Landkreis Passau.
Obernzell telt 3.780 inwoners.

Obernzell

De gemeente Obernzell bestaat uit 21 plaatsen::
| - Bärnbachmühle - Breitwies - Eckerstampf - Ederlsdorf - Edlhof - Erlau - Figermühle | - Grub - Haar - Holzschleife - Hötzmannsöd - Leopoldsdorf - Matzenberg - Niedernhof | - Nottau - Obernzell - Öd - Ödstadl - Rackling - Rollhäusl - Steinöd |

Aicha vorm Wald ·
Aidenbach ·
Aldersbach ·
Bad Füssing ·
Bad Griesbach i.Rottal ·
Beutelsbach ·
Breitenberg ·
Büchlberg ·
Eging a.See ·
Fürstenstein ·
Fürstenzell ·
Haarbach ·
Hauzenberg ·
Hofkirchen ·
Hutthurm ·
Kirchham ·
Kößlarn ·
Malching ·
Neuburg a.Inn ·
Neuhaus a.Inn ·
Neukirchen vorm Wald ·
Obernzell ·
Ortenburg ·
Pocking ·
Rotthalmünster ·
Ruderting ·
Ruhstorf a.d.Rott ·
Salzweg ·
Sonnen ·
Tettenweis ·
Thyrnau ·
Tiefenbach ·
Tittling ·
Untergriesbach ·
Vilshofen an der Donau ·
Wegscheid ·
Windorf ·
Witzmannsberg